# Murphysboro (Illinois)
Murphysboro – miasto w Stanach Zjednoczonych, w stanie Illinois, siedziba administracyjna hrabstwa Jackson.
18 marca 1925 roku, miasto zostało niemal doszczętnie zniszczone przez największe w historii USA tornado, które spowodowało śmierć 234 osób.